# 登德尔地区

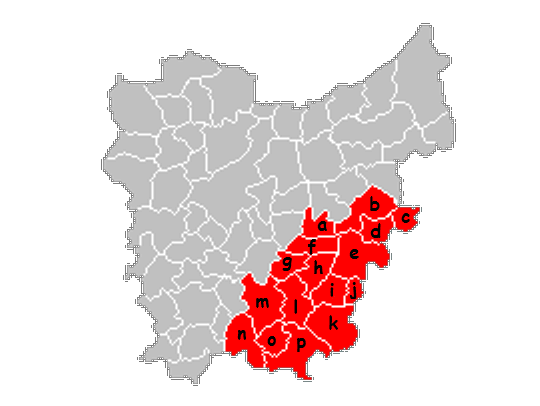
在东佛兰德省的位置 a= 维赫伦
b= 登德尔蒙德
c= 比亨豪特
d= 莱贝克
e= 阿尔斯特
f= 莱德
g= 圣利芬斯-豪特姆
h= 埃尔珀-梅勒i= 哈尔泰特
j= 登德尔莱乌
k= 尼诺弗
l= 海尔泽勒
m= 佐特海姆
n= 布拉克尔
o= 利尔德
p= 赫拉尔兹贝亨

登德尔地区（荷蘭語： 或 ）是比利时东佛兰德省东南部的一个地区，得名于登德尔河。虽然该河横跨埃诺、东佛兰德、弗拉芒布拉班特三省，但以该河命名的登德尔地区仅位于东佛兰德。
登德尔地区涵盖以下市镇：阿尔斯特、布拉克尔、比亨豪特、登德尔莱乌、登德尔蒙德、埃尔珀-梅勒、赫拉尔兹贝亨、哈尔泰特、海尔泽勒、莱贝克、莱德、利尔德、尼诺弗、圣利芬斯-豪特姆、维赫伦和佐特海姆。